# Ruský ostrov

Topografická mapa Ruského ostrova

Ruský ostrov (rusky Русский остров) je ostrov v zálivu Petra Velikého v Japonském moři, několik kilometrů jižně od města Vladivostok, v Přímořském kraji Ruska.
Ruský ostrov zaujímá plochu 97,6 km², je přibližně 18 km dlouhý a 13 km široký. Má přes pět tisíc obyvatel. Ze správního hlediska je součástí Frunzenského rajónu Vladivostoku. Ostrov je někdy nazýván „dálněvýchodním Kronštadtem“.
Ruský ostrov je hornatý, s celkem 47 vrcholy. Nejvyšší z nich (nazývající se „hora Rusů“) dosahuje 291,2 m n. m. Pobřeží je skalisté.
Součástí Ruské říše se ostrov stal ve druhé polovině 19. století. Název ostrovu dal generální gubernátor východní Sibiře N. N. Muravjov-Amurskij.
Na ostrově se nachází bývalá základna strategického dělostřelectva SSSR, která je nyní pro turisty přístupná jako muzeum. Pozoruhodná jsou např. děla o ráži až 500 mm, která měla dostřel přes 25 km.
V dobách Sovětského svazu byl ostrov kvůli svému vojenskému významu zakázanou zónou, podobně jako přilehlý Vladivostok. Od roku 2005 je realizován projekt rozvoje ostrova. V rámci tohoto projektu došlo r. 2010 na ostrově k vytvoření zvláštní ekonomické zóny. Projekt také zahrnuje stavbu univerzitního kampusu Dálněvýchodní federální univerzity, zázemí pro biotechnologický a informačně technologický výzkum a medicínského centra. Kromě toho se počítá s výstavbou sportovně-rekreačních areálů, ubytovacích kapacit a obytných domů.
S projektem rozvoje Ruského ostrova souvisel i summit APEC, který se na ostrově konal roku 2012. Pro tento summit byla postavena celá řada budov, které po skončení summitu začaly sloužit Dálněvýchodní federální univerzitě či výzkumným institucím Ruské akademie věd. V roce 2022 byly představeny další záměry rozvoje vědeckých a výzkumných pracovišť na ostrově Russkij. Do roku 2030 zde mají vzniknout čtyří klastry, zaměřené na oblasti biotechnologií, biomedicíny, mořského inženýrství a IT park. Značná pozornost je věnována výzkumu technologií blockchainu.
V rámci projektu rozvoje ostrova byl v srpnu 2012 zprovozněn unikátní Ruský most, spojující Ruský ostrov s Vladivostokem.
Ostrov je oblíbeným místem letní rekreace obyvatel Vladivostoku a přilehlého okolí.
Poblíž Ruského ostrova 10. září 2022 pádem z lodi tragicky zahynul Ivan Pečorin, generální ředitel státního podniku Rozvoje Dálného východu a Arktidy (KRDV - Корпорация развития Дальнего Востока и Арктики), který koordinuje projekty rozvoje výzkumných pracovišť na ostrově.

## Galerie

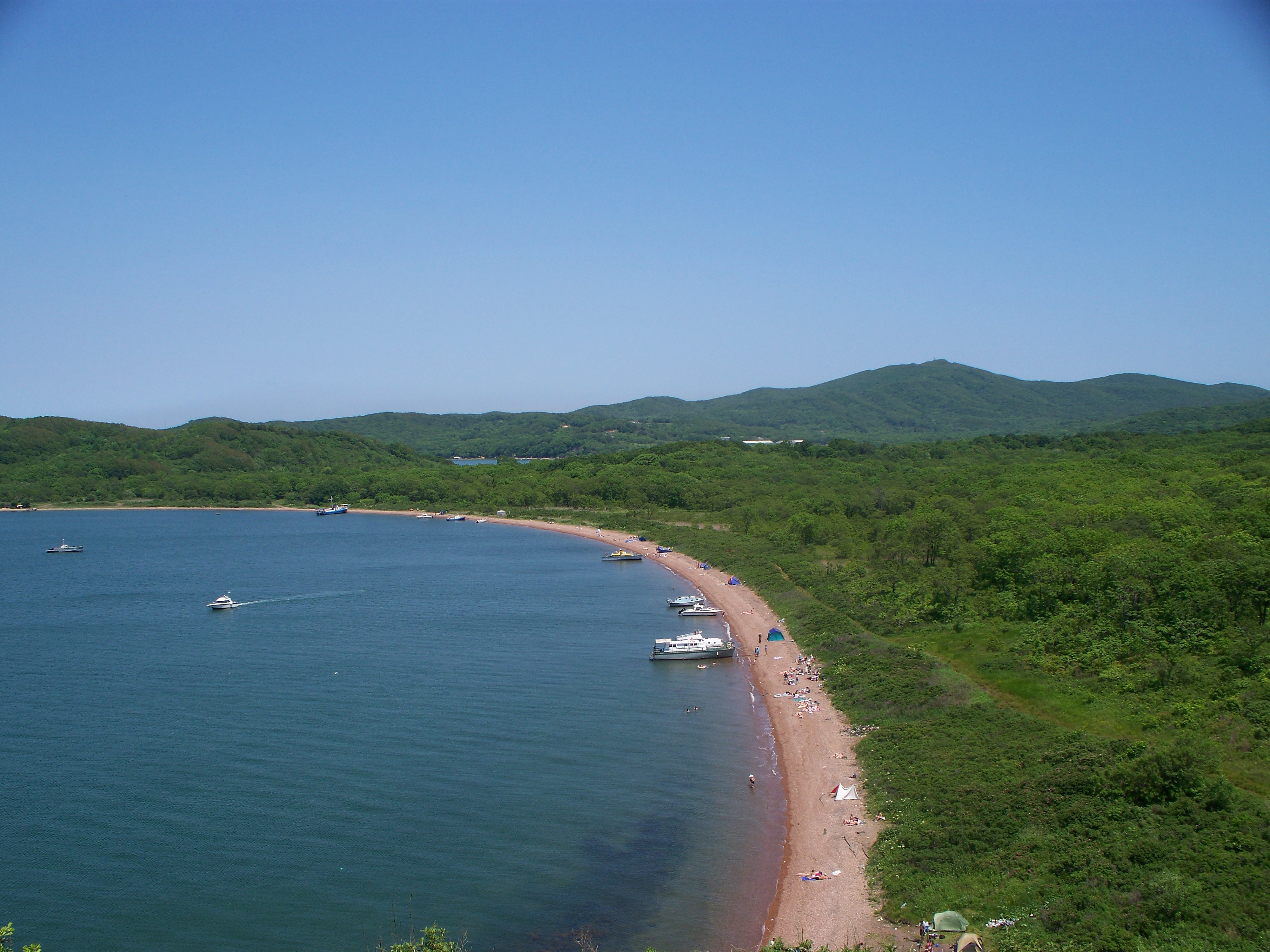
Pláž
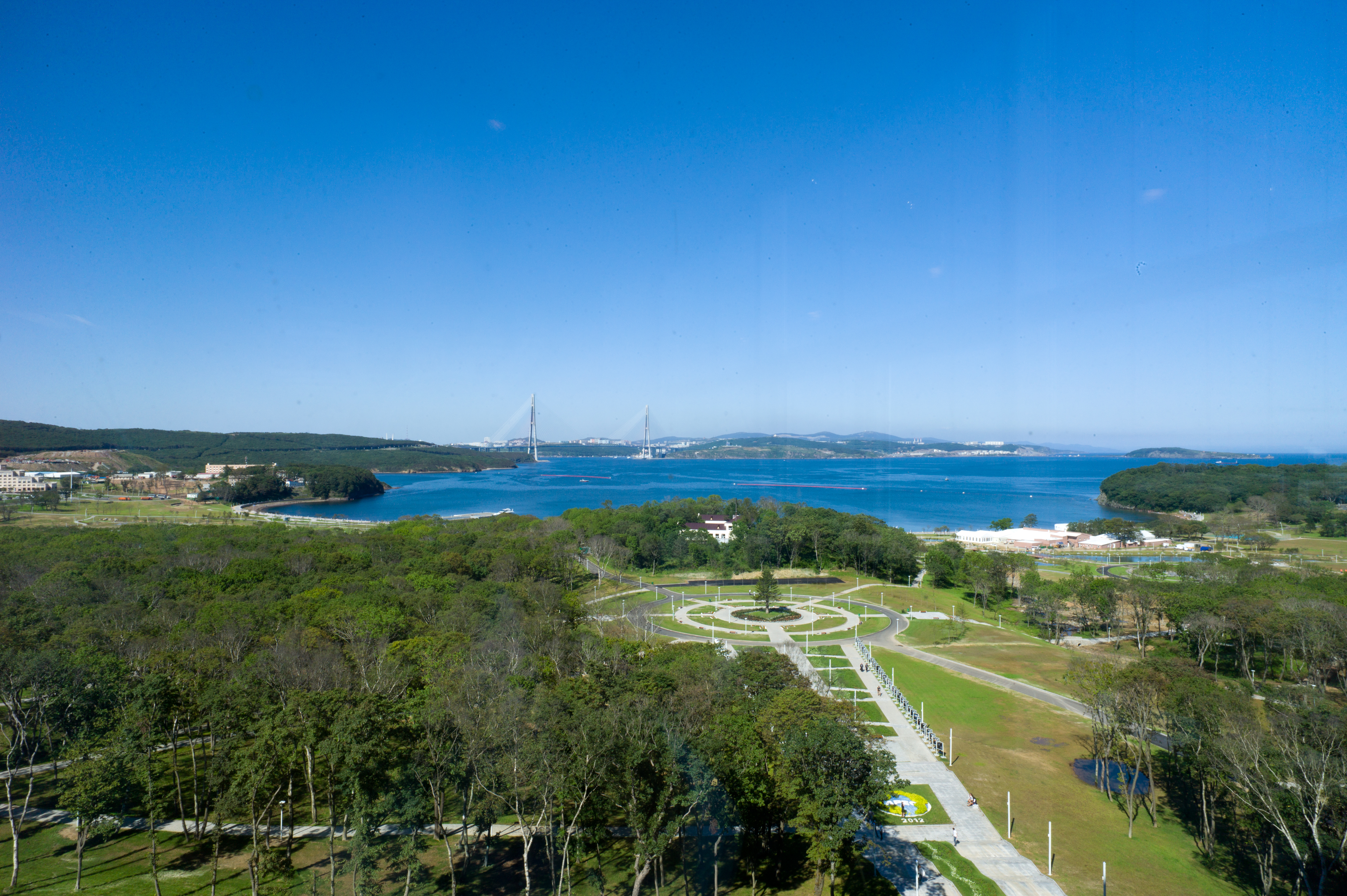
Park univerzitního kampusu
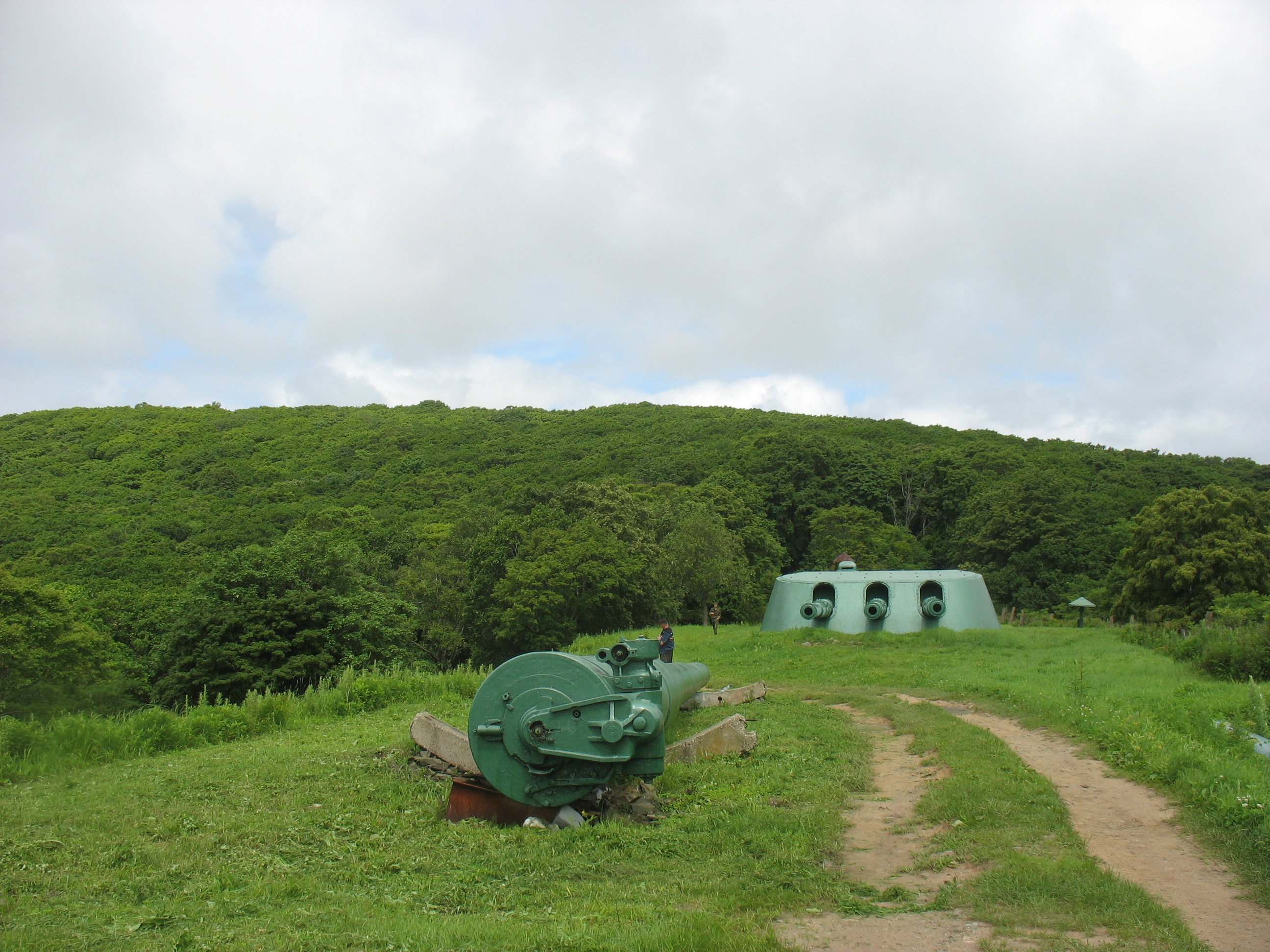
Dělostřelecká baterie
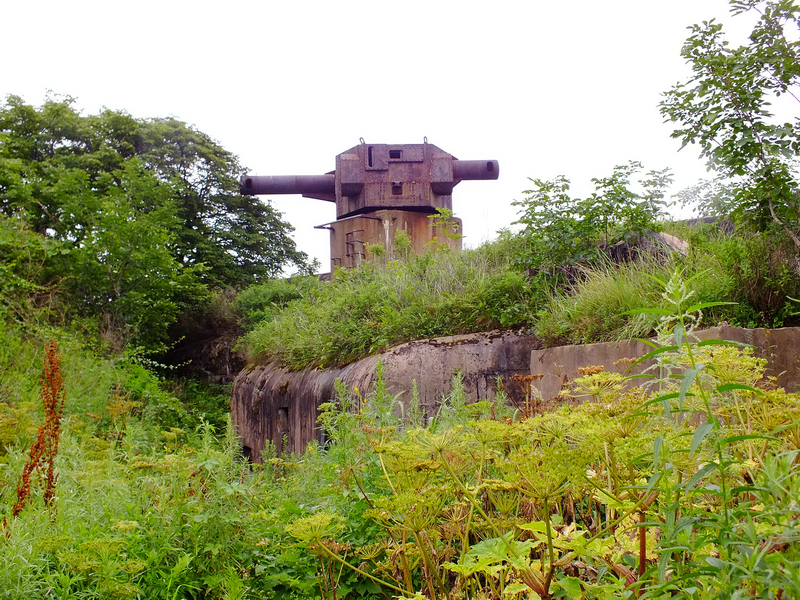
Pevnost
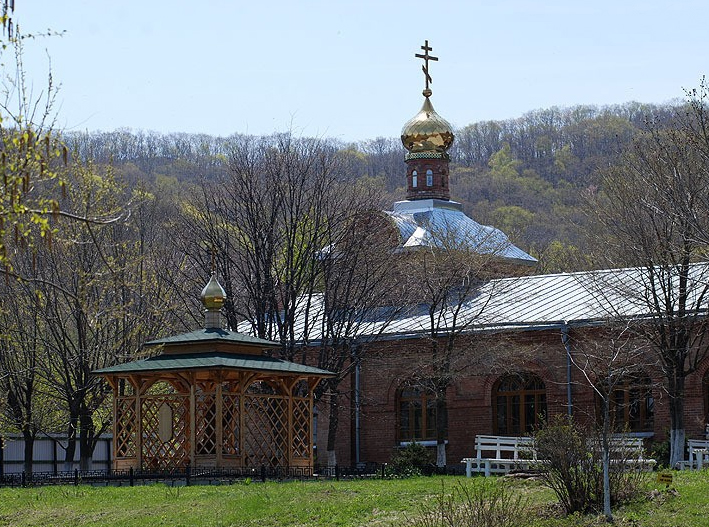
Nově založený klášter